# Arjon
Arjon, Firma Arvid Jonsson i Malung, var en svensk tillverkare av sportfiskeutrustning.
Niss Arvid Jonsson var bror till JOFAs grundare Niss Oskar Jonsson, och startade 1942 efter att tidigare ha arbetat vid broderns fabrik tillverkning av sportfiskeutrustning i familjens ladugård i Grimsmyrsheden där JOFA tidigare haft sina lokaler. Senare tog man över det före detta missionshuset i byn.
I början av 1950-talet inledde man samarbete med Rönnbergs Mekaniska i Ångermanland, som redan tidigare utvecklat Rönnbergsrullen. Gemensamt utvecklade man Championrullen, och senare multiplikatorrullarna Commander och Fighter. Inför konkurrensen med ABU valde man dock att 1959-60 lägga ned tillverkningen av fiskerullar, och satsade istället fullt ut på spötillverkning. Arjon köptes 1971 upp av AB Wallco Sport, och 1974 köptes verksamheten upp av ABU.